# Fosfateri
El fosfateri (Phosphatherium escuillei) és un gènere extint de proboscidi primitiu que visqué entre el Paleocè superior i l'Eocè inferior al nord d'Àfrica, fa uns 56 milions d'anys. Se'l coneix a partir de material dental fragmentari dels dipòsits del Thanetià de la conca d'Ouled Abdoun, al Marroc.
És el membre més petit (uns 60 cm de llarg i 15 kg de pes) i antic conegut de l'ordre dels proboscidis. Com el seu parent més recent, el meriteri, probablement era un brostejador amfibi que s'alimentava de plantes aquàtiques, com un hipopòtam de la mida d'un gos.